# Eszter Balint
Eszter Balint (Budapest, 7 de julio de 1966) es una cantante, compositora y actriz Hungría;.
Empezó como miembro infantil del vanguardista Squat Theatre antes de debutar en el cine en 1984 en la película independiente Stranger Than Paradise del director Jim Jarmusch. Desde ese momento estuvo ausente en el cine durante el resto de la década, hasta 1990, cuando apareció en Bail Jumper. Continuó con papeles en The Linguini Incident, Shadows and Fog de Woody Allen y Trees Lounge de Steve Buscemi.
Como música editó Flicker y Mud, producidos por JD Foster, eligiados por publicaciones como The New York Times, The New Yorker y Billboard. En su reseña de Mud, Jon Pareles escribió: "La señorita Balint tiene su propia sensibilidad de cine negro como compositora. Coloca toques artísticos dentro de callejones de americana... pero el punto no es la habilidad. Se escabulle en sus personajes para proyectar sus inquietudes y deseos".
Eszter ha participado de grabaciones como Angels of Light de Michael Gira, Los Cubanos Postizos de Marc Ribot y Greatest Hits de John Lurie.